# Павлович, Иван Михайлович
Ива́н Миха́йлович Павло́вич (24 февраля [7 марта] 1896 года — 19 июля 1944 года) — советский офицер, участник Гражданской и Великой Отечественной войн, в годы Великой Отечественной войны — заместитель командира 399-й стрелковой Новозыбковской ордена Суворова 2-й степени дивизии 48-й армии 1-го Белорусского фронта, Герой Советского Союза (6.04.1945), полковник.

## Биография
И. М. Павлович родился 24 февраля (7 марта) 1896 года в деревне Старое Село ныне Мстиславского района Могилёвской области Белоруссии в семье крестьян. По национальности белорус. По окончании средней школы с 1915 года служил в русской армии.
В Красную Армию призван в 1919 году. Участник Гражданской войны. Член РКП(б)/ВКП(б) с 1919 года. Принимал участие в сражениях против войск генерала Мамонтова, панской Польши, банд Булак-Балаховича и Антонова.
В 1920 году окончил Высшие пехотные курсы, в 1928 — Высшую пограничную школу НКВД СССР, в 1938 — курсы усовершенствования командного состава НКВД СССР.
После Гражданской войны Павлович служит в пограничных войсках НКВД СССР, а с февраля 1943 года участник сражений на фронтах Великой Отечественной войны.
Особо отличился будущий Герой при освобождении Белоруссии. Занимая должность заместителя командира 399-й стрелковой Новозыбковской ордена Суворова 2-й степени дивизии полковник Павлович принимал непосредственное участие в боях по освобождению Гомельской, Могилёвской и Брестской областей Белоруссии.
В ночь на 19 июля 1944 года И. М. Павлович, находясь на наблюдательном пункте стрелкового полка в районе деревни Новинник Брестской области Белоруссии северо-западнее Бреста осуществлял руководство войсками по отражению массированной атаки пехоты и более шестидесяти танков противника. В этом бою погиб, но атака врага была подавлена. Похоронен в деревне Курашево Брестской области Белоруссии.

Указом Президиума Верховного Совета СССР от 6 апреля 1945 года за образцовое выполнение боевых заданий командования на фронте борьбы с немецко-фашистскими захватчиками и проявленные при этом мужество и героизм полковнику Павловичу Ивану Михайловичу посмертно присвоено звание Героя Советского Союза.

## Награды
- Медаль «Золотая Звезда» Героя Советского Союза.
- Орден Ленина.
- Орден Красного Знамени.
- Орден Суворова III степени.
- Орден Отечественной войны II степени.
- Орден Красной Звезды.
- Медали[3].

## Память
- Похоронен в деревне Курашево Брестской области Белоруссии.
- Именем Героя названы улицы в городах Хабаровск и Мстиславль.